# Паше, Пьер
Пьер Паше (фр. Pierre Pasche; неизвестно — неизвестно) — швейцарский хоккеист на траве, нападающий. Участник летних Олимпийских игр 1948 года.

## Биография
Пьер Паше с 1930-х годов играл в хоккей на траве за «Блэк Бойз» из Женевы. С начала 1940-х годов был тренером команды.
Несколько раз выступал за сборную Швейцарии.
В 1948 году вошёл в состав сборной Швейцарии по хоккею на траве на летних Олимпийских играх в Лондоне, поделившей 5-6-е места. Играл на позиции нападающего, провёл 2 матча, забил 1 мяч в ворота сборной США.
Вскоре после Олимпиады завершил игровую карьеру. В дальнейшем был судьёй и функционером.
О дальнейшей жизни данных нет.